# Zikanyrops sparsa
Zikanyrops sparsa is een vlinder uit de familie van de Dalceridae. De wetenschappelijke naam van de soort is voor het eerst geldig gepubliceerd in 1928 door Hopp.